# Douglas ReVelle
Douglas Orson ReVelle, né le 7 décembre 1945 à Rochester (États-Unis) et mort le 2 mai 2010 à Albuquerque, est un physicien américain ayant travaillé à la division environnement terrestre du laboratoire national de Los Alamos.

## Biographie
Douglas ReVelle obtient un BSc en aéronomie à l'université du Michigan en 1970, puis soutient une thèse en sciences de l'atmosphère en 1974. Sa thèse porte sur les problèmes acoustiques liés à l'entrée atmosphérique des météoroïdes dans l'atmosphère.
Il est par la suite chercheur postdoctoral à l'institut Herzberg d'astrophysique à Ottawa, puis au Carnegie Institution à Washington avec George Wetherill.
Dans les années 80 et au début des années 90 il est enseignant à l'université du Nord de l'Arizona, à l'université de Northern Illinois et à l'université Western Ontario,.
De 1994 à 2010 il est chercheur à la division Earth and Environmental Sciences du laboratoire national de Los Alamos.
Avec Eugene Shoemaker il a effectué un travail pionnier dans le domaine de l'entrée des météores dans l'atmosphère sous les aspects  aérodynamique, ablation et acoustique. Par la suite, avec Zdeněk Ceplecha il a résolu le problème de l'incohérence apparente des observations de la dynamique des trajectoires avec les observations photométriques.

## Distinctions
Une planète mineure a été baptisée (13358) Revelle.